# Dvorska vas, Radovljica
Dvorska vas je naselje v Občini Radovljica.